# Aleksandr Kolobnev

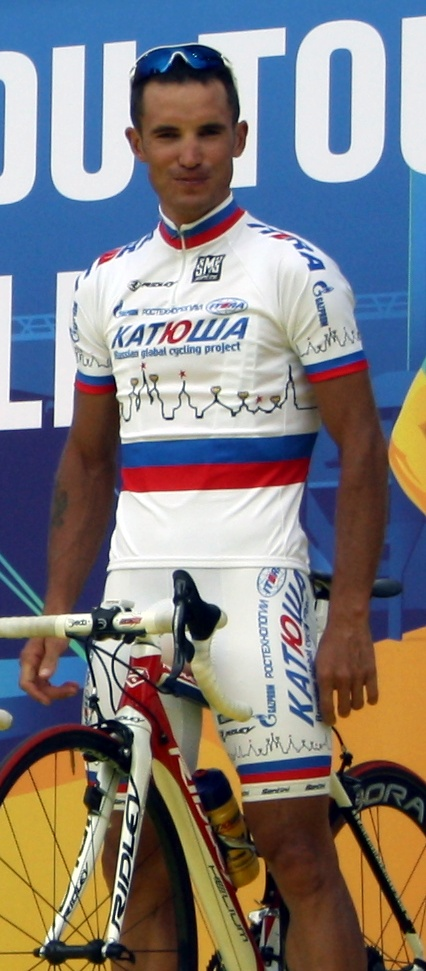
Aleksandr Kolobnev alla presentazione del Tour de France 2010

Aleksandr Vasil'evič Kolobnev (in russo Александр Васильевич Колобнев?; Vyksa, 4 aprile 1981) è un ex ciclista su strada russo, professionista dal 2002 al 2016, medaglia di bronzo nella prova su strada ai Giochi olimpici di Pechino 2008 e due volte medaglia d'argento ai campionati del mondo. Fu inoltre il primo vincitore della Strade Bianche.

## Carriera

### 2002-2006: i primi anni
Passato professionista nel 2002 con l'Acqua & Sapone-Cantina Tollo capitanata da Mario Cipollini, ottenne i suoi primi piazzamenti importanti l'anno successivo alla Settimana Internazionale di Coppi e Bartali, conclusa al quarto posto dopo la vittoria di tappa a Faenza, la sua prima tra i pro, alla Freccia Vallone e al Giro dell'Emilia, nei quali tagliò il traguardo rispettivamente quinto e secondo. Nel 2004 fu quindi decimo nella prova su strada ai Giochi olimpici di Atene, si aggiudicò il campionato nazionale in linea e si piazzò secondo al Gran Premio Nobili Rubinetterie.
Dopo tre anni in Italia, al termine del 2004 si trasferì nei Paesi Bassi, firmando per la Rabobank; qui divenne gregario di fiducia del connazionale Denis Men'šov. Al primo anno nella Rabobank si piazzò settimo al Campionato mondiale 2005 di Madrid e ventunesimo al Giro d'Italia, mentre nel 2006 ottenne il suo terzo successo tra i pro nella prima tappa della Volta a la Comunitat Valenciana dopo una fuga solitaria di oltre 100 km.

### 2007-2009: CSC/Saxo Bank
Nel 2007 passò al team danese CSC, diretto da Bjarne Riis. Proprio in quell'anno conseguì la medaglia d'argento alla prova in linea del Mondiale di ciclismo di Stoccarda, quando, dopo un attacco a 30 chilometri dall'arrivo, fu battuto in una volata a cinque soltanto da Paolo Bettini. In quella stagione fece inoltre sua una tappa alla Parigi-Nizza e fu secondo nella frazione di Puertollano alla Vuelta a España. Il 9 ottobre 2007 conquistò la prima edizione della Monte Paschi Eroica, gara svoltasi tra le colline del Chianti e della provincia di Siena, su un percorso costituito da 180 km, 60 dei quali su strade bianche, ovvero prive d'asfalto e coperte di ghiaia. Si aggiudicò la corsa grazie ad un'azione solitaria negli ultimi 40 km che gli consentì di presentarsi solo in Piazza del Campo a Siena davanti al compagno di squadra alla CSC Marcus Ljungqvist.
Nel 2008, ancora in forza alla CSC, ottenne solo dei piazzamenti: quinto al Gran Premio Primavera, secondo alla Classica di San Sebastián, quinto alla Coppa Sabatini, terzo al Giro dell'Emilia. In estate fu inoltre quarto nella gara in linea dei Giochi olimpici di Pechino.
Nel 2009 fece bene nelle classiche di primavera, classificandosi nono alla Liegi-Bastogne Liegi e sesto all'Amstel Gold Race. Il 27 settembre seguente si aggiudica la medaglia d'argento nella prova in linea al mondiale di Mendrisio giungendo alle spalle dell'australiano Cadel Evans. Il 17 ottobre, nella prova di chiusura della stagione, è quindi terzo al Giro di Lombardia. In novembre il CIO gli assegna la medaglia di bronzo della prova su strada dei Giochi olimpici di Pechino dell'anno precedente in seguito alla squalifica per doping di Davide Rebellin, allora giunto secondo.

### 2010-2015: Katusha Team
Nel 2010 si trasferisce al Team Katusha, squadra russa con licenza UCI ProTour, dopo aver firmato un contratto biennale e lasciato la Saxo Bank con un anno di anticipo. Ad aprile giunge secondo alla Liegi-Bastogne Liegi, non riuscendo a resistere all'attacco del poi vincitore Aleksandr Vinokurov; ottiene poi la vittoria nella prova in linea dei campionati russi, e partecipa inoltre al Tour de France (per la prima volta) e alla Vuelta a España. Ai campionati del mondo di Melbourne, infine, si classifica settimo nella prova in linea.
L'anno dopo è ancora tra le file della Katusha. In primavera si mette nuovamente in evidenza nelle classiche delle Ardenne, con il quinto posto all'Amstel Gold Race e l'undicesimo alla Liegi-Bastogne Liegi, mentre in luglio prende ancora il via al Tour de France. Durante la corsa, in un controllo effettuato nei laboratori di Châtenay-Malabry il 6 luglio, Kolobnev viene però trovato positivo ad un diuretico, l'idroclorotiazide. Dopo le controanalisi, che confermano la positività, la Federazione ciclistica russa lo sanziona con una semplice ammonizione e una multa di 1500 franchi svizzeri; l'Unione Ciclistica Internazionale decide però di presentare ricorso al Tribunale Arbitrale dello Sport di Losanna, chiedendo invece una pena più dura, una squalifica di due anni.
In attesa del pronunciamento del Tribunale Arbitrale dello Sport, atteso per il 7 febbraio 2012, il Katusha Team non rinnova il contratto di Kolobnev, che resta così senza squadra. Il TAS decide infine di confermare la multa ma di non infliggere la sospensione a Kolobnev, che può così firmare un nuovo contratto con la Katusha, tornando alle corse a partire da marzo 2012.

### 2016: l'anno alla Gazprom e il ritiro
Nel 2016 scende di categoria per correre nella formazione Professional Continental Gazprom-RusVelo: con la squadra russa partecipa a diverse gare del calendario italiano, tra cui il Giro d'Italia e il Giro di Lombardia, e al Tour de Pologne. Al termine della stagione, in cui si aggiudica solo la classifica scalatori della Volta ao Algarve, annuncia il ritiro dalle corse dopo quindici anni di professionismo.

## Palmarès
- 2001 (Dilettanti)

Gran Premio di Poggiana
Giro del Canavese
Classifica generale Giro Ciclistico Pesche Nettarine di Romagna
Trofeo Sportivi di Briga
- 2003

2ª tappa Settimana Internazionale di Coppi e Bartali (Riccione > Faenza)
- 2004

Campionati russi, Prova in linea
- 2006

1ª tappa Volta a la Comunitat Valenciana (Calp > Calp)
- 2007

3ª tappa Parigi-Nizza (Limoges > Maurs-la-Jolie)
Monte Paschi Eroica
- 2010

Campionati russi, Prova in linea
- 2013

1ª tappa Tour de Wallonie

### Altri successi
- 2004

Classifica giovani Settimana Internazionale di Coppi e Bartali
- 2016

Classifica scalatori Volta ao Algarve

## Piazzamenti

### Grandi Giri
- Giro d'Italia

2005: 21º
2006: 71º
2007: ritirato (12ª tappa)
2016: 73º
- Tour de France

2010: 65º
2011: non partito (10ª tappa)
- Vuelta a España

2005: 54º
2007: 51º
2008: 40º
2010: 29º
2014: 40º

### Classiche monumento
- Milano-Sanremo

2010: 46º
2011: 51º
2014: ritirato
2015: 73º
- Giro delle Fiandre

2004: 95º
- Parigi-Roubaix

2007: 52º
- Liegi-Bastogne-Liegi

2003: 45º
2004: 39º
2006: 60º
2007: 45º
2008: 44º
2009: 9º
2010: 2º
2011: 11º
2013: 75º
2014: 33º
- Giro di Lombardia

2003: 56º
2006: 23º
2007: 11º
2008: 13º
2009: 3º
2010: ritirato
2012: 14º
2013: ritirato
2014: 13º
2016: ritirato

### Competizioni mondiali
- Campionato del mondo

Lisbona 2001 - In linea U23: 4º
Zolder 2002 - In linea Elite: 153º
Hamilton 2003 - In linea Elite: 49º
Verona 2004 - In linea Elite: ritirato
Madrid 2005 - In linea Elite: 7º
Salisburgo 2006 - In linea Elite: ritirato
Stoccarda 2007 - In linea Elite: 2º
Varese 2008 - In linea Elite: 44º
Mendrisio 2009 - In linea Elite: 2º
Melbourne 2010 - In linea Elite: 7º
Limburgo 2012 - In linea Elite: 28º
Toscana 2013 - In linea Elite: ritirato
Ponferrada 2014 - In linea Elite: 46º
- Giochi olimpici

Atene 2004 - In linea: 10º
Pechino 2008 - In linea: 3º
Londra 2012 - In linea: 24º